# William Thomson
Sir William Thomson, prvi Largški baron Kelvin (splošno znan kot lord Kelvin), PRS, škotski fizik in inženir, * 26. junij 1824, Belfast, Irska, † 17. december 1907, Netherhall pri Largsu, Ayrshire, Škotska.
Po njem se imenuje osnovna enota SI za absolutno temperaturo kelvin.

## Življenje in delo
Po povprečnih uspehih v šoli je kasneje postal učitelj matematike, leta 1832 pa je postal profesor na Univerzi v Glasgowu. Leta 1841 se je vpisal na Univerzo v Cambridgeu. Leta 1851 je bil izvoljen v Kraljevo družbo v Londonu, ter ji kasneje med letoma 1890 in 1895 tudi predsedoval. 
Že zgodaj se je seznanil z deli Carnota ter prišel na misel, da bi lahko Carnotovo krožno spremembo uporabil za definicijo absolutne temperaturne lestvice, ki ne bi bila vezana na določeno snov. Na neki prireditvi je Thompson srečal Joulea, s katerim sta opazovala širjenje plinov v prostoru z zelo nizkim tlakom, in odkrila Joule-Thompsonov pojav. 
Leta 1851, eno leto po pomembni Clausiusovi objavi, je opustil zamisel, da se toplota ohrani, ter sprejel Joulovo ugotovitev. Poudaril je, da ni mogoč izotermni toplotni stroj, ki bi izkoristil toploto, ko bi se na primer voda svetovnih morij ohladila za majhen del stopinje, in jo spremenil v delo. Tak stroj prvi zakon termodinamike dopušča, drugi pa ne, zato bi to bil perpetuum mobile druge vrste. Razglabljanje o toplotnih strojih ga je pripeljalo do pojavov, ki jih danes štejemo v termoelektriko, včasih pa so jih poleg plina in pare pogosto uporabljali. Te je tako razčlenil, da so pozneje z njimi ilustrirali energijski in entropijski zakon. 
Leta 1854 je izboljšal svoj predlog absolutne termometrične lestvice. Izhajal je iz tega, da absolutno temperaturo merimo od absolutne ničle pri -273,15 °C. Lestvica se njemu na čast imenuje Kelvinova lestvica.
V letu 1853 je izpeljal enačbo za električno nihanje v nihajnem krogu. Pozneje so ji dodali še en člen, imenuje pa se telegrafska enačba. Raziskoval je tudi merilnike za električni tok in patentiral telegrafski prejemnik, ki je uporabljal zrcalce namesto kazalca, ter razne druge pripomočke, ki so mu prišli prav pri plovbi s svojo jadrnico. Eden zadnjih njegovih prispevkov pa je bil model atoma.
Obogatel je zaradi sodelovanja pri več projektih, s svojimi patenti ter tovarno električnih merilnih naprav. Pokopan je v Westminstrski opatiji.

## Priznanja

### Nagrade
Kraljeva družba iz Londona mu je leta 1856 za njegove kemijske raziskave v povezavi z elektriko, gonilno silo toplote podelila svojo kraljevo medaljo. Za svoje znanstvene dosežke je lord Kelvin leta 1883 prejel Copleyjevo medaljo Kraljeve družbe.